# Nvidia-GeForce-8-Serie

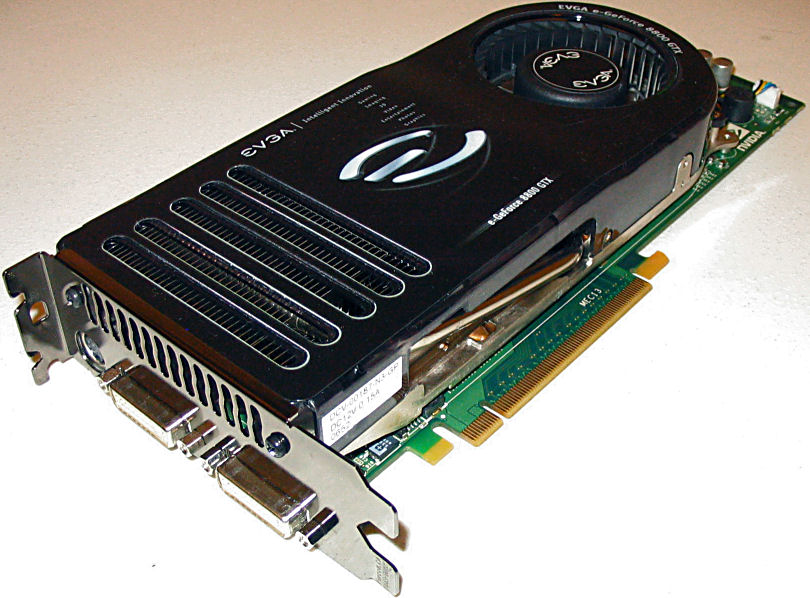
EVGA GeForce 8800 GTX

Die GeForce-8-Serie ist eine Serie von Desktop-Grafikchips des Unternehmens Nvidia und Nachfolger der GeForce-7-Serie. Mit der GeForce-8-Serie führte Nvidia erstmals das Shadermodell 4.0 (SM 4.0) ein, mit Pixel-, Geometrie- und Vertex-Shader nach DirectX 10. Mit ca. 681 Millionen Transistoren besaß die bei Einführung schnellste GeForce-Karte „8800 GTX“ als erstes handelsübliches Grafikchipmodell über 500 Millionen Transistoren. Die GeForce-8-Serie wurde von der GeForce-9-Serie abgelöst.

## Geschichte

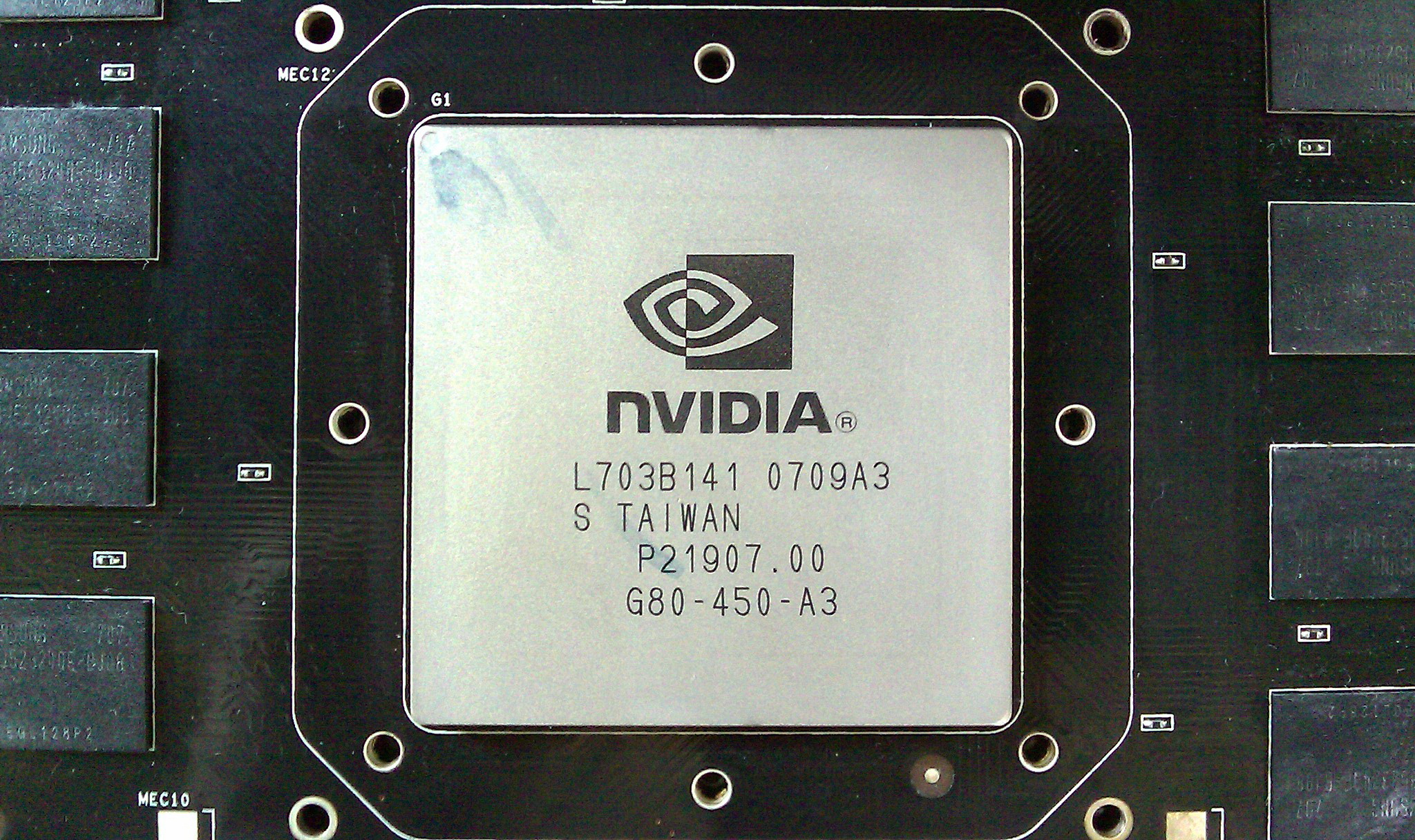
Nvidia G80 GPU

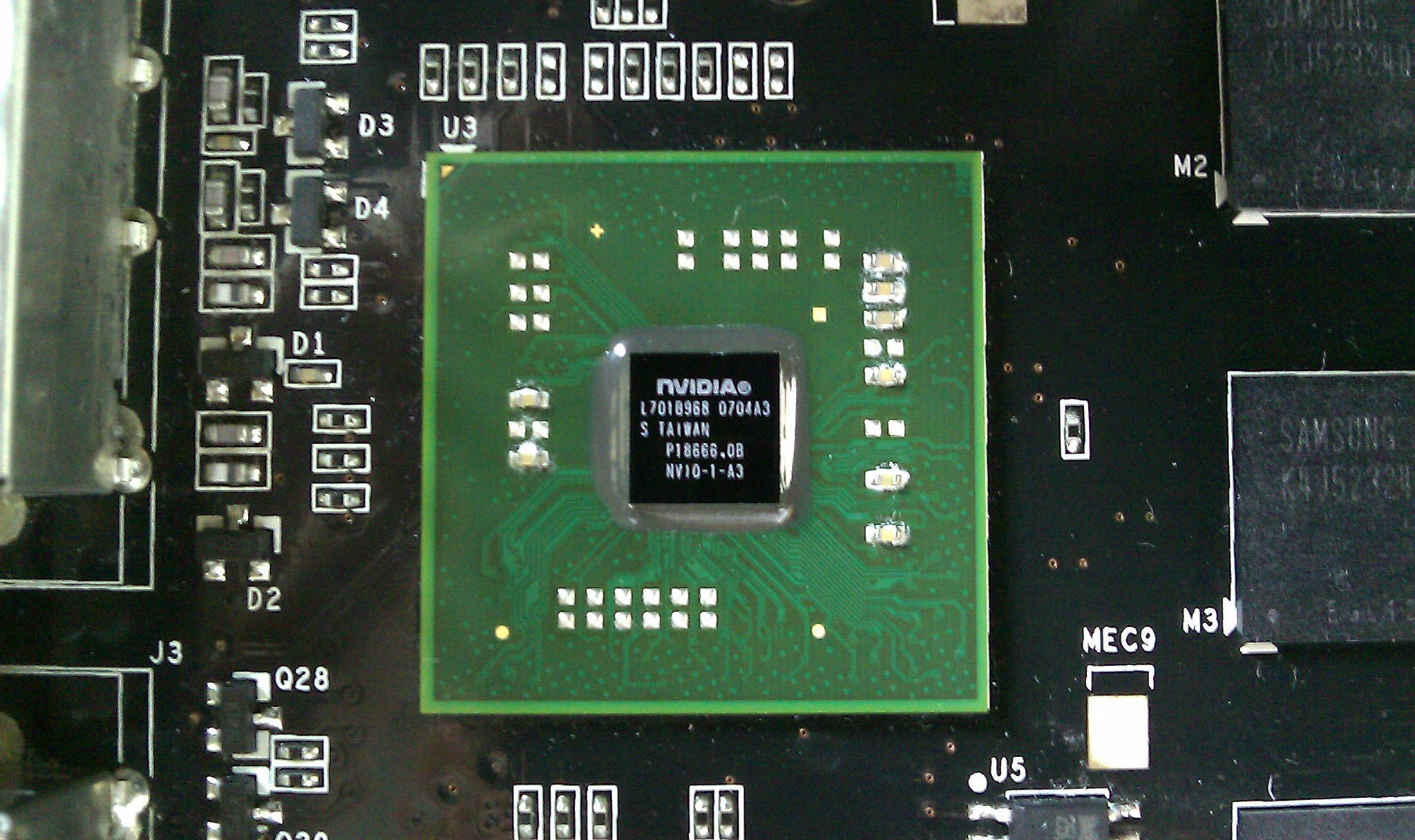
Nvidia NVIO-1-A3 RAMDAC

Die GeForce-8-Serie wurde im Gegensatz zur GeForce-7-Serie nicht weitestgehend aus der Vorgängerserie heraus entwickelt, sondern in vielen Punkten komplett neu erstellt. Dabei äußerte sich Nvidia bezüglich der Unterstützung der Unified-Shader-Architektur so, dass die meisten Beobachter davon ausgingen, dass diese Technologie nicht unterstützt wird. So sprach Nvidias Chefarchitekt in einem Interview, dass Nvidia einen Chip mit Unified Shader erstellen würde, „sobald es sinnvoll ist“. Dass dieser bereits in der GeForce-8-Serie implementiert wurde, war bis zum Erscheinen des ersten Grafikchips G80 nicht bekannt.
Die ersten beiden Grafikkarten auf Basis der neuen Grafikprozessoren wurden am 8. November 2006 auf den Markt gebracht. Das waren die GeForce 8800 GTX mit 768 MB Grafikspeicher, sowie die GeForce 8800 GTS mit 640 MB. Bei der Performance konnten sich die Karten überraschend deutlich von der Vorgängerserie, sowie der ATI-Konkurrenz absetzen. So wies die Einkern-Grafikkarte GeForce 8800 GTS in etwa die Leistung der GeForce 7950 GX2 mit zwei GPUs auf, welche bis dahin die schnellste auf dem Markt war. Im Februar 2007 folgte dann noch eine weitere Version der 8800 GTS mit einem Grafikspeicher von 320 MB und ansonsten gleichen Baudaten.

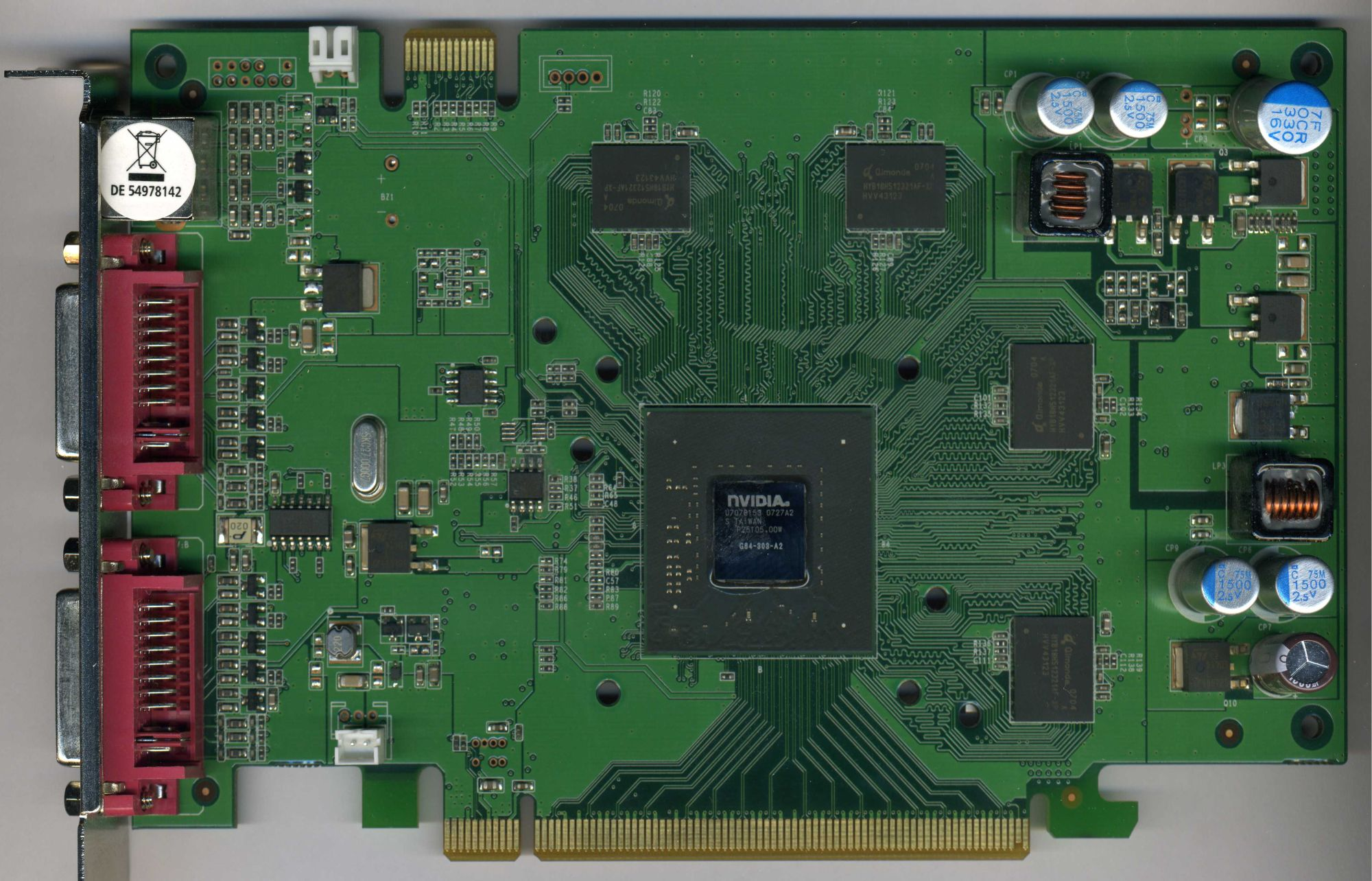
Nvidia GeForce 8600 GT mit G84-GPU

Am 17. April 2007 stellte Nvidia schließlich erste GeForce-8-Karten für Mainstream und Low-End vor, in Form der GeForce 8600 GTS, 8600 GT und der 8500 GT. Die 8600-Serie konnte die teilweise sehr hohen Erwartungen, welche vor allem durch die sehr erfolgreichen Vorgänger, der 6600-Serie und der 7600-Serie, sowie durch die hohen Leistungen der 8800-Serie geweckt wurden, nicht erfüllen, da die Leistung in Bezug auf die wichtigsten Teile der GPU nur etwa einem Viertel des High-End-Chips G80 entspricht. Im Gegensatz dazu waren die beiden Vorgänger G73 (7600) und NV43 (6600) jeweils halbierte Versionen der jeweiligen High-End-Chips.
Mit der Vorstellung der GeForce 8800 Ultra am 2. Mai 2007 drehte Nvidia wieder einmal an der Geschwindigkeitsschraube. Im Vergleich zur 8800 GTX wird dieses Modell mit höheren Taktraten ausgeliefert. Da allerdings auch ein neues Stepping Verwendung findet, handelt es sich dabei nicht um eine reine Taktratensteigerung, vielmehr ist der Prozessor generell für höhere Taktraten ausgelegt. Im Gegensatz zu den bisherigen Grafikprozessoren der GeForce-8-Serie war die 8800 Ultra bei ihrer Vorstellung nicht sofort verfügbar, sondern es wurde ein sogenannter „Papierlaunch“ durchgeführt. So konnte sie noch vor der Konkurrenzserie AMDs vorgestellt werden. Die offizielle Verfügbarkeit im Handel war von Nvidia auf den 15. Mai angegeben, vereinzelt war sie jedoch bereits kurz nach der Präsentation lieferbar.
Eine Woche später, am 9. Mai 2007, wurden dann die ersten mobilen Grafiklösungen auf Basis der GeForce 8 vorgestellt, die GeForce-8M-Serie. Präsentiert wurden allerdings zunächst nur Low-End- und Midrange-Modelle, was auf den Umstand zurückzuführen ist, dass nicht mehr besonders angepasste Grafikprozessoren, sondern „normale“ GPUs verwendet werden. High-End-Modelle würden hier jedoch zu viel Strom verbrauchen. Später folgten leistungsfähigere mobile Grafiklösungen.
Gegen die Konkurrenz in Form der Radeon HD 2400 Pro auf dem Einsteigermarkt richtete man dann am 19. Juni 2007 die GeForce 8400 GS, welche auf dem G86-Chip basierte. Auch diese Grafikkarte wurde vor der großflächigen Verfügbarkeit des Konkurrenzmodells präsentiert, was bereits bei anderen Grafikeinheiten der gesamten Serie passierte. Nvidia legte dabei den Schwerpunkt auf firmeneigene Vergleiche, um die Leistungsfähigkeit des Produktes zu dokumentieren.
Ein knappes Jahr nach der Einführung des G80 und ein halbes Jahr nach der Einführung des G84 und G86 wurde mit der Präsentation der „GeForce 8800 GT“ am 29. Oktober 2007 die Refreshgeneration eingeleitet. Die Grafikkarte basiert auf dem neu entwickelten und nun in 65 nm gefertigten G92-Grafikchip, der zwar ähnlich viele Ausführungseinheiten wie der G80 hat, von seinem Aufbau her aber eher dem G84 und G86 ähnelt. Auf dem G92 sind wie bei den G84 und G86 genau so viele Texture Addressing Units (TAUs) wie Texture Mapping Units (TMUs) vorhanden, während im G80 die TMUs und TAUs ein 2:1-Verhältnis bilden. Zudem unterstützt der G92 wie G84 und G86 die PureVideo HD-Technik der zweiten Generation. Neu eingeführt wurde mit dem G92 die PCIe-2.0-Schnittstelle, die aber zum früheren PCIe abwärts kompatibel ist. Da Nvidia die GeForce 8800 GT mit sehr hoher Texelfüllrate und Arithmetikleistung ausliefert, ist sie schneller als die ältere GeForce 8800 GTS, sofern die kleinere Bandbreite und der kleinere Speicherausbau (im Vergleich zur 640-MB-Version) nicht zum Performancelimit werden.
Am 11. Dezember 2007 stellte Nvidia zudem eine GeForce 8800 GTS mit dem neuen G92-Grafikprozessor vor, die aufgrund höherer Taktraten und mehr aktiven Einheiten die 8800 GT bzw. in einigen Anwendungen bei kleiner Auflösung auch die 8800 GTX und 8800 Ultra leistungsmäßig hinter sich lassen kann.
Ohne Ankündigung wurde im gleichen Monat zudem noch der G98-Kern auf den Markt gebracht und ist auf Grafikkarten mit der Bezeichnung „GeForce 8400 GS“ zu finden. Auch unter diesem Namen wurden bisher andere Grafikkarten verkauft, so dass eine Unterscheidung nur sehr schwer möglich ist.
Die Grafikchips konkurrieren neben der Radeon-HD-2000-Serie mit der Radeon-HD-3000-Serie von AMD, die ihrerseits DirectX 10.1 unterstützt.

## Technisches

### Unified Shader
Bei der GeForce-8-Serie kommen erstmals Unified Shader zum Einsatz. Die Evolution der Technik hat dazu geführt, dass man nicht mehr wirklich nach Quads im herkömmlichen Sinne unterscheiden kann, da es keine Rendering-Pipelines mehr gibt. Jedoch existieren weiterhin Verbundeinheiten, nämlich die Shader-Cluster und die ROP-Partitionen (Raster Operation Processor Partitionen), welche eine gute Skalierung der GeForce-8-Serie ermöglichen. Die Aufgaben der Pixelpipelines, Vertex- und Pixel-Shader aus den Rendering-Pipelines übernehmen jetzt sogenannte Streamprozessoren (SPs). Je 16 Streamprozessoren sind in einem Shader-Cluster zusammengefasst.
In einer Takteinheit kann ein Streamprozessor maximal eine Addition-Operation (ADD) und zwei Multiplikations-Operationen (MUL) durchführen. Dabei wurde bei Grafikshaderberechnungen mit einer früheren Treiberversion als dem ForceWare 158.19 keine zweite MUL-Operation ausgeführt. Mit neueren Treibern kann die zweite MUL-Berechnung zwar zu Teilen auch für Shaderberechnungen genutzt werden, jedoch müssen über die MUL-Operation weiter Sonderfunktionen ausgeführt werden. Daher wird, anders als bei vielen Verwendungen der Grafikkarte als GPGPU, die maximale Rechenleistung über die Streamprozessoren nie erreicht und liegt in der Praxis bis zu einem Drittel unter diesem Maximalwert.

### Leistungsaufnahme
Die GeForce 8800 GTX war die erste PCI-Express-Grafikkarte mit einem Grafikprozessor, die über zwei 6-Pin-Stromanschlüsse verfügte. Sie konnte den Negativrekord im höchsten Stromverbrauch bei ihrer Vorstellung für sich verbuchen und bis zur Vorstellung der GeForce 8800 Ultra halten. Die GeForce 8800 Ultra wiederum hielt diesen Negativrekord nur für kurze Zeit und zwar bis zur Vorstellung der ATI Radeon HD 2900 XT. Bei der Vorstellung der GeForce 8800 GTX wurde sie vielerorts für ihre hohe Leistungsaufnahme kritisiert, allerdings auch gelobt für ihre hohe Grafikleistung und die relativ leise Kühllösung, die allerdings zwei Slots belegt. Kritisiert wurde auch, dass der G80 keinerlei Stromsparfunktionen besitzt, so dass nicht einmal die Taktfrequenz im 2D-Modus gesenkt wird, wie das bei den Vorgängern üblich war.
Die hohe Leistungsaufnahme führt dazu, dass Nvidia für die GeForce-8800-Serie leistungsfähige Netzteile empfahl. So wurde für die GeForce 8800 GTX und GeForce 8800 Ultra ein Netzteil mit mindestens 30 Ampere auf der 12-Volt-Schiene empfohlen. Für die GeForce 8800 GTS empfahl Nvidia ein Netzteil mit 26 Ampere bei 12 Volt und einem PCIe-Stromanschluss.

### Fehler im Speichermanagement
Die Grafikkarten und mobilen Grafikchips der GeForce-8-Serie wurden mit Treibern ausgeliefert, die einen Fehler im Speichermanagement aufwiesen. Dieser von Nvidia als VRAM-Bug bezeichnete Fehler führt dazu, dass immer weiter Daten in den Grafikspeicher geladen werden, so dass dieser irgendwann überfüllt ist. Dann müssen Texturen und ähnliche Dateien ausgelagert werden, wodurch die Leistung stark abnimmt. Im Normalfall sollten vorher nicht mehr benötigte Dateien aus dem Grafikspeicher entleert werden, das passiert bei der GeForce-8-Serie nicht.
Aufgrund des hohen Speicherausbaus der ersten erschienenen Grafikkarten (640 MB bei der GeForce 8800 GTS und 768 MB bei der GeForce 8800 GTX) wurde dieser Fehler in den ersten Monaten nicht bemerkt. Erst mit dem Release der GeForce 8800 GTS mit 320 MB traten Unstimmigkeiten auf, diese Grafikkarte ist auch am stärksten von diesem Fehler betroffen. In diversen Tests lag diese Grafikkarte gegenüber älteren Grafikkarten Nvidias und Modellen AMDs mit langsameren Grafikprozessoren und nur 256 MB Speicherausbau zurück, obwohl sie technologisch überlegen war. In weiteren Tests wurde dann eindeutig festgestellt, dass die Leistungsfähigkeit stark von der Speichernutzung abhängt. Insbesondere bei den 256-MB-Modellen der GeForce 8600 GT und GTS wurden noch größere Unterschiede festgestellt, durch theoretische Überprüfungen ließ sich jedoch feststellen, dass jede Grafikkarte der GeForce-8-Serie diese Fehler besitzt.
Nvidia reagierte und versprach einen Treiber, der das Problem lösen sollte. Dieser verzögerte sich jedoch mit der Begründung, dass ein „Problem komplexer Natur“ vorliege. Ende August 2007 stellte Nvidia dann ohne weitere Ankündigung den Beta-Treiber ForceWare 163.44 bereit, dem viele Internet-Magazine unterstellten, er löse das VRAM-Problem. Das geschah meist auf Grundlage eigener Tests, nachdem die GeForce 8800 GTS mit 320 MB in getesteten Spielen deutlich schneller wurde, die GeForce 8800 GTS mit 640 MB allerdings keine Unterschiede zeigte. Wie jedoch Nvidia auf Nachfrage mitteilte, sei in diesem Treiber der Fehler nicht behoben, die Leistungssteigerungen seien auf Änderungen zurückzuführen, die den VRAM-Bug etwas abschwächten. So sei die Speicherkompression überarbeitet worden, wodurch beim Speicherüberlauf nicht mehr so viel Leistung verloren gehe. Außerdem würden in S.T.A.L.K.E.R.: Shadow of Chernobyl die Texturen anders verwaltet, was dortige Leistungssteigerungen erkläre. Laut dem Technical Marketing Analyst Nvidias, James Wang, wird der nächste offizielle Treiber die Fehler im Speichermanagement beheben. Ob das tatsächlich geschehen ist, bleibt unklar.
Der G92-Grafikprozessor, der auf der GeForce 8800 GT und auf der im Dezember 2007 vorgestellten GeForce 8800 GTS zum Einsatz kommt, stellt eine Weiterentwicklung der G8x-Chipserie dar. Da er gegenüber dieser diverse Veränderungen erfahren hat, ist es möglich, dass der VRAM-Bug ebenfalls behoben wurde, Belege dafür stehen bisher aber noch aus.

### Weitere Funktionen
Sämtliche Grafikkarten der GeForce-8-Serie unterstützten die CUDA-Technik. Des Weiteren unterstützen sie eine PureVideo HD genannte Videotechnik, die das Dekodieren ganz oder teilweise dem Hauptprozessor abnehmen kann. Grafikprozessoren ohne integrierten Videoprozessor unterstützen lediglich die erste Version, alle anderen mindestens die zweite.

### Grafikprozessoren
| Grafik- chip | Fertigung | Fertigung      | Fertigung   | Einheiten          | Einheiten | Einheiten       | Einheiten           | Einheiten       | Einheiten       | L2- Cache | API-Support | API-Support | API-Support | Video- pro- zessor | Bus- Schnitt- stelle |
| Grafik- chip | Pro- zess | Transi- storen | Die- Fläche | ROP- Parti- tionen | ROPs      | Unified-Shader  | Unified-Shader      | Textureinheiten | Textureinheiten | L2- Cache | DirectX     | OpenGL      | OpenCL      | Video- pro- zessor | Bus- Schnitt- stelle |
| Grafik- chip | Pro- zess | Transi- storen | Die- Fläche | ROP- Parti- tionen | ROPs      | Shader- Cluster | Stream- prozessoren | TAUs            | TMUs            | L2- Cache | DirectX     | OpenGL      | OpenCL      | Video- pro- zessor | Bus- Schnitt- stelle |
| ------------ | --------- | -------------- | ----------- | ------------------ | --------- | --------------- | ------------------- | --------------- | --------------- | --------- | ----------- | ----------- | ----------- | ------------------ | -------------------- |
| G80          | 90 nm     | 681 Mio.       | 484 mm²     | 6                  | 24        | 8               | 128                 | 32              | 64              | 96        | 10.0        | 3.3         | 1.1         | VP1                | PCIe                 |
| G84          | 80 nm     | 289 Mio.       | 169 mm²     | 2                  | 08        | 2               | 032                 | 16              | 16              | 64        | 10.0        | 3.3         | 1.1         | VP2                | PCIe                 |
| G86          | 80 nm     | 210 Mio.       | 115 mm²     | 2                  | 08        | 1               | 016                 | 08              | 08              | 32        | 10.0        | 3.3         | 1.1         | VP2                | PCIe                 |
| G92          | 65 nm     | 754 Mio.       | 324 mm²     | 4                  | 16        | 8               | 128                 | 64              | 64              | 64        | 10.0        | 3.3         | 1.1         | VP2                | PCIe 2.0             |
| G98          | 65 nm     | 210 Mio.       | 086 mm²     | 1                  | 04        | 1               | 008                 | 08              | 08              | 64        | 10.0        | 3.3         | 1.1         | VP3                | PCI, PCIe 2.0        |
| GT218        | 40 nm     | 260 Mio.       | 057 mm²     | 1                  | 04        | 1               | 016                 | 08              | 08              | 32        | 10.1        | 3.3         | 1.1         | VP4                | PCIe 2.0             |

## Namensgebung
Bei der GeForce-8-Serie kommt das gleiche Bezeichnungsschema wie seit der GeForce-6-Serie zum Einsatz. Alle Grafikchips werden mit einer vierstelligen Nummer bezeichnet, die generell mit einer „8“ (für GeForce 8) beginnt. Die zweite Ziffer teilt dann die Familie in verschiedene Marktsegmente auf. Die dritte und vierte Ziffer dienen zu einer weiteren Diversifizierung. Zusätzlich zu den diskreten Grafikchips integriert Nvidia auch Grafikkerne auf Basis der GeForce-8-Serie in den Chipsätzen der Serie nForce 700, diese werden unter den Namen GeForce 8200 und GeForce 8300 vermarktet.
Aufteilung

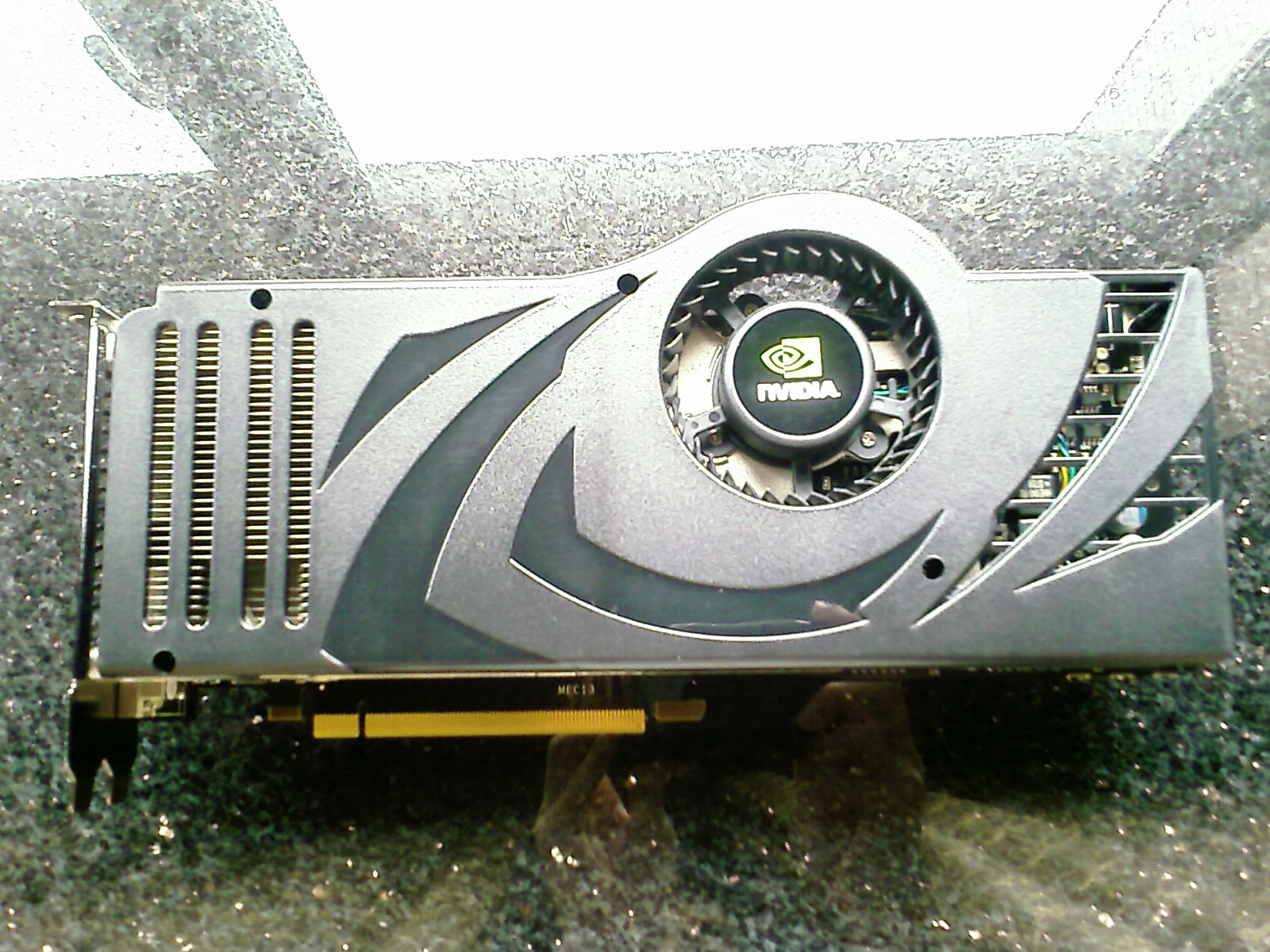
Nvidia GeForce 8800 Ultra

- 82xx / 83xx: integrierte Grafikeinheiten in nForce-700-Chipsätzen (siehe ebendort)
- 84xx / 85xx: Low-End
- 86xx: Mainstream
- 88xx: Performance und High-End

Buchstabenkürzel
- kein Suffix – IGP-Variante oder Budgetversion
- GS – Leistungsschwache Budgetversion
- GT – „Normale“ Version (Preis-Leistungs-Verhältnis)
- GTS – Im Mainstream-Segment, mit der GT, die leistungsfähigste Version
- GTX – Leistungsfähiges Modell (nur im High-End-Segment)
- Ultra – Leistungsfähigstes Modell (nur im High-End-Segment)

Dieses Schema lässt sich allerdings nur begrenzt anwenden, da Nvidia unter den Namen „GeForce 8400 GS“ und „GeForce 8800 GTS“ verschiedene Grafikkarten vermarktet. So wurde der Name der 8800 GT auch im Bezug zur neueren GeForce 8800 GTS, und nicht zu den älteren G80-basierten 8800-GTS-Varianten gewählt. Diese neuen 8800-GTS-Grafikkarten werden wegen des kleineren Speicherinterfaces an der Speichergröße von den Vorgängerkarten unterschieden.

## Modelldaten
| Modell                 | Offizieller Launch | Grafikprozessor (GPU) | Grafikprozessor (GPU) | Grafikprozessor (GPU) | Grafikprozessor (GPU) | Grafikprozessor (GPU) | Grafikprozessor (GPU) | Grafikprozessor (GPU) | Grafikprozessor (GPU) | Grafikspeicher | Grafikspeicher | Grafikspeicher | Grafikspeicher      |
| Modell                 | Offizieller Launch | Typ                   | Aktive Einheiten      | Aktive Einheiten      | Aktive Einheiten      | Aktive Einheiten      | Aktive Einheiten      | Chiptakt (MHz)        | Shader- takt (MHz)    | Größe (MB)     | Takt (MHz)     | Typ            | Speicher- interface |
| Modell                 | Offizieller Launch | Typ                   | ROPs                  | Shader- Cluster       | Stream- prozessoren   | TMUs                  | TAUs                  | Chiptakt (MHz)        | Shader- takt (MHz)    | Größe (MB)     | Takt (MHz)     | Typ            | Speicher- interface |
| ---------------------- | ------------------ | --------------------- | --------------------- | --------------------- | --------------------- | --------------------- | --------------------- | --------------------- | --------------------- | -------------- | -------------- | -------------- | ------------------- |
| GeForce 8100           | Mai 2008           | MCP78                 | 4                     | 1                     | 8                     | 8                     | 8                     | 500                   | 1200                  | Shared Memory  | IGP            | DDR2           | IGP                 |
| GeForce 8200           | Mai 2008           | MCP78                 | 4                     | 1                     | 8                     | 8                     | 8                     | 500                   | 1200                  | Shared Memory  | IGP            | DDR2           | IGP                 |
| GeForce 8300           | Mai 2008           | MCP78                 | 4                     | 1                     | 8                     | 8                     | 8                     | 500                   | 1500                  | Shared Memory  | IGP            | DDR2           | IGP                 |
| GeForce 8300 GS        | 17. Apr. 2007      | G86                   | 4                     | 1                     | 8                     | 8                     | 8                     | 459                   | 918                   | 128            | 400            | DDR2           | 64 Bit              |
| GeForce 8400 GS        | 17. Apr. 2007      | G86                   | 4                     | 2                     | 16                    | 8                     | 8                     | 459                   | 918                   | 256            | 400            | DDR2           | 64 Bit              |
| GeForce 8400 GS Rev. 2 | 4. Dez. 2007       | G98                   | 4                     | 1                     | 8                     | 8                     | 8                     | 520                   | 1230                  | 512            | 400            | DDR2           | 64 Bit              |
| GeForce 8400 GS Rev. 3 | 12. Jul. 2010      | GT218                 | 4                     | 2                     | 16                    | 8                     | 8                     | 520                   | 1230                  | 512            | 400            | DDR2           | 64 Bit              |
| GeForce 8400           | 4. Dez. 2007       | G98                   | 4                     | 1                     | 8                     | 8                     | 8                     | 540                   | 1300                  | 256            | 500            | DDR2           | 64 Bit              |
| GeForce 8500 GT        | 17. Apr. 2007      | G86                   | 4                     | 2                     | 16                    | 8                     | 8                     | 459                   | 918                   | 256 512 1024   | 400            | GDDR3          | 128 Bit             |
| GeForce 8600 GS        | 17. Apr. 2007      | G84                   | 8                     | 1                     | 16                    | 8                     | 8                     | 540                   | 1190                  | 512            | 400            | DDR2           | 128 Bit             |
| GeForce 8600 GT        | 17. Apr. 2007      | G84                   | 8                     | 2                     | 32                    | 16                    | 16                    | 540                   | 1190                  | 256 512 1024   | 700            | GDDR3          | 128 Bit             |
| GeForce 8600 GTS       | 17. Apr. 2007      | G84                   | 8                     | 2                     | 32                    | 16                    | 16                    | 675                   | 1450                  | 256 512        | 1000           | GDDR3          | 128 Bit             |
| GeForce 8800 GS        | 31. Jan. 2008      | G92                   | 12                    | 6                     | 96                    | 48                    | 48                    | 550                   | 1375                  | 384 768        | 800            | GDDR3          | 192 Bit             |
| GeForce 8800 GT        | 29. Okt. 2007      | G92                   | 16                    | 7                     | 112                   | 56                    | 56                    | 600                   | 1500                  | 512            | 900            | GDDR3          | 256 Bit             |
| GeForce 8800 GTS       | 12. Feb. 2007      | G80                   | 20                    | 6                     | 96                    | 48                    | 24                    | 513                   | 1188                  | 320            | 792            | GDDR3          | 320 Bit             |
| GeForce 8800 GTS       | 8. Nov. 2006       | G80                   | 20                    | 6                     | 96                    | 48                    | 24                    | 513                   | 1188                  | 640            | 792            | GDDR3          | 320 Bit             |
| GeForce 8800 GTS       | 19. Nov. 2007      | G80                   | 20                    | 7                     | 112                   | 56                    | 28                    | 513                   | 1188                  | 640            | 792            | GDDR3          | 320 Bit             |
| GeForce 8800 GTS 512   | 11. Dez. 2007      | G92                   | 16                    | 8                     | 128                   | 64                    | 64                    | 650                   | 1625                  | 512            | 970            | GDDR3          | 256 Bit             |
| GeForce 8800 GTX       | 8. Nov. 2006       | G80                   | 24                    | 8                     | 128                   | 64                    | 32                    | 575                   | 1350                  | 768            | 900            | GDDR3          | 384 Bit             |
| GeForce 8800 Ultra     | 2. Mai 2007        | G80                   | 24                    | 8                     | 128                   | 64                    | 32                    | 612                   | 1500                  | 768            | 1080           | GDDR3          | 384 Bit             |

Hinweise
- Die angegebenen Taktraten sind die von Nvidia empfohlenen bzw. festgelegten. Allerdings liegt die finale Festlegung der Taktraten in den Händen der jeweiligen Grafikkarten-Hersteller. Daher ist es durchaus möglich, dass es Grafikkarten-Modelle gibt oder geben wird, die abweichende Taktraten besitzen.
- Mit dem angegebenen Zeitpunkt ist der Termin der öffentlichen Vorstellung angegeben, nicht der Termin der Verfügbarkeit der Modelle.
- Die Taktfrequenz des Speichers wird auch oft als doppelt so hoch angegeben. Grund dafür ist die doppelte Daten-Rate (DDR).

### Leistungsdaten
Für die jeweiligen Modelle ergeben sich folgende theoretische Leistungsdaten:
| Modell                     | Rechenleistung aller Streamprozessoren (GFlops) | Füllrate des Grafikprozessors | Füllrate des Grafikprozessors | Datenübertragungsrate zum Grafikspeicher (GB/s) |
| Modell                     | Rechenleistung aller Streamprozessoren (GFlops) | Pixel (GPixel/s)              | Texel (GTexel/s)              | Datenübertragungsrate zum Grafikspeicher (GB/s) |
| -------------------------- | ----------------------------------------------- | ----------------------------- | ----------------------------- | ----------------------------------------------- |
| GeForce 8100               | 28,8                                            | 2                             | 4                             | -                                               |
| GeForce 8200               | 28,8                                            | 2                             | 4                             | -                                               |
| GeForce 8300               | 28,8                                            | 2                             | 4                             | -                                               |
| GeForce 8300 GS (G86)      | 22,0                                            | 1,8                           | 3,6                           | 6,4                                             |
| GeForce 8400 GS (G86)      | 44,1                                            | 1,8                           | 3,7                           | 6,4                                             |
| GeForce 8400 GS (G98)      | 29,5                                            | 2,3                           | 4,5                           | 6,4                                             |
| GeForce 8400 GS (GT218)    | 59,0                                            | 2,1                           | 4,2                           | 6,4                                             |
| GeForce 8400               | 31,2                                            | 2,2                           | 4,3                           | 8,0                                             |
| GeForce 8500 GT            | 44,1                                            | 1,8                           | 3,7                           | 12,8                                            |
| GeForce 8600 GS            | 57,1                                            | 4,3                           | 4,3                           | 12,8                                            |
| GeForce 8600 GT            | 114,2                                           | 4,3                           | 8,6                           | 22,4                                            |
| GeForce 8600 GTS           | 139,2                                           | 5,4                           | 10,8                          | 32,0                                            |
| GeForce 8800 GS            | 396                                             | 6,6                           | 26,4                          | 38,4                                            |
| GeForce 8800 GT            | 504                                             | 9,6                           | 33,6                          | 57,6                                            |
| GeForce 8800 GTS           | 342,1                                           | 10,3                          | 24,6                          | 63,4                                            |
| GeForce 8800 GTS (112 SPs) | 399,2                                           | 10,3                          | 28,7                          | 63,4                                            |
| GeForce 8800 GTS 512       | 624                                             | 10,4                          | 41,6                          | 62,1                                            |
| GeForce 8800 GTX           | 518,4                                           | 13,8                          | 36,8                          | 86,4                                            |
| GeForce 8800 Ultra         | 576                                             | 14,7                          | 39,2                          | 103,7                                           |

Hinweise
- Die angegebenen Leistungswerte für die Rechenleistung über die Streamprozessoren, die Pixelfüllrate, die Texelfüllrate und die Speicherbandbreite sind theoretische Maximalwerte. Die Gesamtleistung einer Grafikkarte hängt unter anderem davon ab, wie gut die vorhandenen Ressourcen ausgenutzt bzw. ausgelastet werden können. Außerdem gibt es noch andere, hier nicht aufgeführte Faktoren, die die Leistungsfähigkeit beeinflussen.
- Die angegebene Rechenleistung über die Streamprozessoren bezieht sich auf die Nutzung beider MUL-Operationen, die bei Grafikshaderberechnungen nicht erreicht wird, da weitere Berechnungen ausgeführt werden müssen. Bei diesen Berechnungen liegt die Leistung der Rechenleistung über die Stream-Prozessoren daher geringer. Details finden sich im Abschnitt Unified Shader.
- Die Rechenleistung über die Streamprozessoren ist nicht direkt mit der Leistung der ATI-Radeon-HD-2000- und -3000-Serie vergleichbar, da diese auf einer anderen Architektur aufbaut, welche anders skaliert.

### Leistungsaufnahmedaten
Die in der Tabelle aufgeführten Messwerte beziehen sich auf die reine Leistungsaufnahme von Grafikkarten, die dem nVidia-Referenzdesign entsprechen. Um diese Werte zu messen, bedarf es einer speziellen Messvorrichtung; je nach eingesetzter Messtechnik und gegebenen Messbedingungen, inklusive des genutzten Programms, mit dem die 3D-Last erzeugt wird, können die Werte zwischen unterschiedlichen Apparaturen schwanken.
| Modell                     | Typ   | Verbrauch (Watt) | Verbrauch (Watt) | Verbrauch (Watt) | zusätzliche Strom- stecker |
| Modell                     | Typ   | MGCP             | Messwerte        | Messwerte        | zusätzliche Strom- stecker |
| Modell                     | Typ   | MGCP             | Idle             | 3D-Last          | zusätzliche Strom- stecker |
| -------------------------- | ----- | ---------------- | ---------------- | ---------------- | -------------------------- |
| GeForce 8100               | MCP78 | k. A.            | k. A.            | k. A.            | keine                      |
| GeForce 8200               | MCP78 | k. A.            | k. A.            | k. A.            | keine                      |
| GeForce 8300               | MCP78 | k. A.            | k. A.            | k. A.            | keine                      |
| GeForce 8300 GS            | G86   | 040              | k. A.            | k. A.            | keine                      |
| GeForce 8400 GS            | G86   | 038              | k. A.            | k. A.            | keine                      |
| GeForce 8400 GS Rev. 2     | G98   | 025              | k. A.            | k. A.            | keine                      |
| GeForce 8400 GS Rev. 3     | GT218 | 025              | k. A.            | k. A.            | keine                      |
| GeForce 8400               | G98   | 025              | k. A.            | k. A.            | keine                      |
| GeForce 8500 GT            | G86   | 030              | 21               | 036              | keine                      |
| GeForce 8600 GS            | G84   | 047              | k. A.            | k. A.            | keine                      |
| GeForce 8600 GT            | G84   | 047              | 25               | 056              | keine                      |
| GeForce 8600 GTS           | G84   | 060              | 29               | 068              | 1× 6-Pin                   |
| GeForce 8800 GS            | G92   | 105              | k. A.            | k. A.            | 1× 6-Pin                   |
| GeForce 8800 GT            | G92   | 125              | 51               | 135              | 1× 6-Pin                   |
| GeForce 8800 GTS (320 MB)  | G80   | 146              | 63               | 136              | 1× 6-Pin                   |
| GeForce 8800 GTS           | G80   | 146              | 74               | 152              | 1× 6-Pin                   |
| GeForce 8800 GTS (112 SPs) | G80   | k. A.            | k. A.            | k. A.            | 1× 6-Pin                   |
| GeForce 8800 GTS 512       | G92   | 143              | 62               | 165              | 1× 6-Pin                   |
| GeForce 8800 GTX           | G80   | 155              | 82               | 192              | 2× 6-Pin                   |
| GeForce 8800 Ultra         | G80   | 175              | 90               | 209              | 2× 6-Pin                   |

Weitaus üblicher als die Messung des Verbrauchs an der Grafikkarte ist die Bestimmung der Leistungsaufnahme eines Gesamtsystems. Dazu wird ein Referenzsystem zusammengestellt, in dem die verschiedenen Grafikkarten eingebaut werden; daraufhin findet die Messung mithilfe eines Energiekostenmessgerätes oder einer vergleichbaren Apparatur direkt an der Steckdose statt. Allerdings ist die Aussagekraft der Messwerte begrenzt: Es ist nicht klar, welcher Verbrauch von der Grafikkarte stammt und was dem restlichen PC-System zuzuschreiben ist. Der Unterschied im Verbrauch zwischen Idle- und 3D-Lastbetrieb ist bei dieser Messmethode nicht nur davon abhängig, mit welchem Programm die Last erzeugt wurde; die Auslastung und Effizienz des restlichen PC-Systems inklusive Netzteil, Mainboard und Prozessor beeinflussen die gemessene Differenz ebenfalls. Da sich die getesteten Systeme in der Regel von dem eigenen PC-System zuhause unterscheiden, lassen sich die dort angegebenen Werte nicht auf das eigene System abbilden. Nur Messdaten von sonst identischen Systemen taugen (bedingt) für den Vergleich untereinander. Wegen dieser Abhängigkeit sind Gesamtsystem-Messwerte in der hiesigen Tabelle nicht aufgeführt. Da sie aber ein besseres Bild von der praktischen Leistungsaufnahme eines konkreten Systems mit einer bestimmten Grafikkarte vermitteln können, werden unter den Weblinks Webseiten aufgelistet, die solche Messungen vornahmen.